# 万国储蓄会

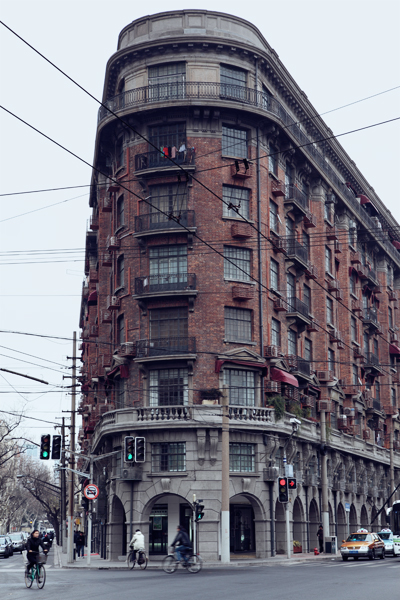
武康大楼曾是万国储蓄会的财产

万国储蓄会（International Savings Society）是20世纪上半叶活跃于中国的一个法国金融机构，1912年9月开设于上海法租界。
万国储蓄会初期总资本仅有白银6.5万两，法郎200万，在上海法国总领事馆注册，并在法国贸易部和中国政府财政部登记备案。万国储蓄会早期的董事会共六人，其中包括中国宁波商人叶琢堂。董事长先后分别为法国人范诺（Rone Fano）和部亭（Jean Beudin），经理为荷兰人司比门（Michel Speelman）。
万国储蓄会使用有奖储蓄的方法，业务扩展迅速。先后在天津、汉口、青岛、哈尔滨等城市设立分会。
1934年，马寅初发表文章，揭露有奖储蓄的危害。1935年，国民政府下令取缔，但万国储蓄会在通商口岸的租界内继续经营，直至1945年才清理结束。
万国储蓄会大量投资房地产业，并成立中国建业地产公司，在当时拥有上海法租界大量产业，如毕卡第公寓（今衡山宾馆）、培恩公寓、诺曼底公寓（今武康大楼）等。
1926年，邬达克设计了上海万国储蓄会大楼。